# Анџли Мохиндра
Анџли Мохиндра (енгл. Anjli Mohindra; Лондон, 20. фебруар 1990) је британска глумица. Најпознатија је по улози Рани Чандре у серији Авантуре Саре Џејн.